# André Mathieu (auteur)
Pour les articles homonymes, voir Mathieu et André Mathieu.
Œuvres principales
- Le 5e rang (Romans de terroir et de mœurs ; 4 tomes)
- La Saga des Grégoire (Saga beauceronne, de 1854 à 1995 ; 7 tomes)
- Tremble-terre (Roman historique)
- La sauvage (Roman historique ; 2 tomes)
- Le trésor d'Arnold (Roman historique)
- Aurore (Histoire vraie ; objet d'un film)

André Mathieu (Saint-Honoré de Beauce, 10 avril 1942 - Lac-Mégantic, 11 septembre 2009) est un enseignant et commerçant québécois, devenu romancier à plein temps, qui est aussi son propre éditeur et distributeur.
De ses quelque 65  œuvres littéraires, 17 ont pour décor un coin de sa Beauce natale, dont La Saga des Grégoire, qui compte sept tomes de 528 pages, portant sur sa propre histoire familiale à Saint-Honoré-de-Shenley.

## Biographie
Après le secondaire au Collège de Saint-Raymond (Portneuf), André Mathieu fait deux années d'études à l'École normale de Sherbrooke (1959-1961), et il enseigne à Saint-Honoré-de-Shenley, puis à la polyvalente Bélanger de Saint-Martin jusqu'en 1975. Il devient un homme d'affaires, ouvrant en 1975-1976 une boîte à chansons, bar danse (La Butte à Mathieu, qui existe toujours à Saint-Georges de Beauce), puis se donne une année sabbatique, travaille pour une station de radio commerciale locale et devient ensuite un auteur, « par désœuvrement », dit-il, puis « par goût ». 
Ayant connu des « difficultés » avec son éditeur, dès le premier ouvrage, il devient aussitôt son propre éditeur et organise lui-même, efficacement, la distribution et la publicité de ses livres. Il clame ne pas les écrire pour la critique, mais pour le « grand public », et il affirme avoir choisi de ne jamais toucher de subvention.
À la parution de son premier ouvrage, Demain tu verras (1978), André Carpentier écrit : « Un nouvel auteur au style touffu mais puissant, passionné mais toujours clair et souvent très coloré. […] Un auteur à suivre de près ».
Il est connu pour la grande planification de sa production, ses communications soutenues avec le public par son site Internet, jusqu'à y révéler sa mort imminente, et pour s'être toujours annoncé, publié et distribué lui-même (sauf pour le premier ouvrage).
Entre 1977 et 1983, il écrit et fait paraître déjà huit romans et une pièce de théâtre. 
Son livre Aurore (une histoire vraie inspirée d'Aurore Gagnon) paru en 1990, est adapté au cinéma en 2005 par le réalisateur Luc Dionne.
André Mathieu est, à sa mort en 2009, l'auteur de quelque 65 ouvrages en 33 ans, totalisant plus de 27 000 pages. On dira de lui qu'il demeure une légende de l'écriture et une véritable icône beauceronne. Il demeure une légende beauceronne et une fierté pour la communauté de Saint-Honoré-de-Shenley. Depuis peu, nous pouvons nous rendre à Saint-Honoré-de-Shenley, en Beauce, pour découvrir la maison familiale d'André Mathieu. De plus, il nous est possible de visiter les sites historiques qui ont contribué aux œuvres de Mathieu sur Saint-Honoré-de-Shenley. La plupart associé à La Saga des Grégoire, dont inévitablement La Maison Rouge.Saint-Honoré-de-Shenley

### Le5erang(Terroir et mœurs) - chaque tome comporte 528 pages
- Tome 1 : Sainte misère  (ISBN 978-2-922512-41-0)
- Tome 2 : L'œuvre de chair  (ISBN 978-2-922512-42-7)
- Tome 3 : Les colères du ciel  (ISBN 978-2-922512-43-4)
- Tome 4 :  La force du désir  (ISBN 978-2-922512-44-1)

### La saga des Grégoire(Sagabeauceronne) - chaque tome comporte 528 pages
- Tome 1 : La forêt verte (1854 -1884)  (ISBN 2-922512-30-4)
- Tome 2 : La maison rouge (1884 -1895)  (ISBN 2-922512-31-2)
- Tome 3 : La moisson d'or (1895 -1908)  (ISBN 2-922512-31-2)
- Tome 4 : Les années grises (1908 -1918)  (ISBN 2-922512-31-2)
- Tome 5 : Les nuits blanches (1918-1928)  (ISBN 2-922512-31-2)
- Tome 6 : La misère noire (1928-1950)  (ISBN 2-922512-37-1)
- Tome 7 : Le cheval roux (1950-1995)  (ISBN 2-922512-38-X)

### La série des Rose(Chroniques de village) - chaque tome comporte 528 pages
- Tome 1 : Rose  (ISBN 978-2-922512-45-8)
- Tome 2 : Le cœur de Rose  (ISBN 978-2-922512-46-5)
- Tome 3 : Rose et le diable  (ISBN 978-2-922512-47-2)
- Tome 4 : Les parfums de Rose  (ISBN 978-2-922512-48-9)

### Série desPaula(située àSaint-Honoré de Beauce)
- Tome 1 : La voix de maman (la jeune Paula Nadeau, née en 1939, remplace sa mère atteinte de la tuberculose, en 1948), 528 p.  (ISBN 978-2-922512-00-7)
- Tome 2 : Un beau mariage (dans les années 1950 et 1960), 528 p.  (ISBN 978-2-922512-01-4)
- Tome 3 : Femme d'avenir (conciliation travail-famille de Paula, femme d'affaires, dans les années 1972-1992), 528 p.  (ISBN 978-2-922512-02-1)
- Tome 4 : Une chaumière et un cœur (Paula, la millionnaire solitaire, rendue au XXIe siècle)  (ISBN 978-2-922512-03-8)

### Romans historiques
- La sauvage (Tome 1) (en Acadie… en 1748), 492 p.  (ISBN 978-2-922512-08-3)
- La sauvage (Tome 2) (avec Benedict Arnold en 1775), 492 p.  (ISBN 978-2-922512-40-3)
- Le trésor d'Arnold (à la Rivière Chaudière, en 1775), 480 p.  (ISBN 2-9801837-7-6)
- Tremble-terre (à Québec et à Trois-Rivières, séismes de 1663, 2003), 600 p.  (ISBN 2-922512-15-0)

### Romans d'époque
- L'orage (dans la vallée de la Chaudière, à l'été 1917), 526 p.  (ISBN 978-2-9811285-0-8)
- Un amour éternel (dans un presbytère beauceron, en 1950)  (ISBN 2-89196-001-7)
- Donald et Marion (à Mégantic, en 1888), 200 p.  (ISBN 2-9801837-0-9)

### SérieClara(Romans d'époque)
- Tome 1 : Docteur Campagne (dans la campagne beauceronne, en 1938), 528 p.  (ISBN 2-9801837-0-9)
- Tome 2 : Les fleurs du soir (le Docteur en Europe, durant la Deuxième grande guerre), 528 p.  (ISBN 2-922512-25-8)
- Tome 3 : Clara (le Docteur de retour, éconduit, et sa fille Clara), 528 p.  (ISBN 2-922512-26-6)

### Histoires vraies
- Aurore (fresque d'époque allant de 1905 à 1923 ; la vie d'Aurore Gagnon (1909-1920), enfant martyrisée), 528 p.  (ISBN 2-9801837-3-3)
- La tourterelle triste (la vie d'une quadragénaire ayant subi de la violence physique et psychologique), 440 p.  (ISBN 2-9803287-0-7)
- Le bien-aimé (une histoire d'amour et de liberté : la vie de Donald Morrison, le plus fameux hors-la-loi de l'histoire judiciaire du pays), 480 p.  (ISBN 978-2-922512-04-5)

### Satires politiques
- Complot (deux amoureux, de camps adverses au référendum québécois imminent, de 1980, deviennent désabusés… ; paru en 1979, sous le titre Le sang des autres ; rééd. 1982), 320 p.
- La belle Manon (c'est le nom de la guillottine, en 1992 au Québec : les stars françaises de 1789 sont réincarnées au Québec…), 350 p.  (ISBN 2-9801837-5-X)
- Présidence (le référendum québécois de 1995 est annoncé… prévu gagnant), 320 p.  (ISBN 2-9803287-4-X)

### Satires sociales
- Le grand voyage (l'auteur et tous ses personnages, à la fin du XXe siècle), 480 p.  (ISBN 2-922512-10-X)
- Un sentiment divin (rapt d'un Français, chanteur mégastar, par des admiratrices québécoises, procès télévisé…), 368 p.   (ISBN 2-9803287-2-3)
- Vente-trottoir (pièce de théâtre et scénario, paru en 1981, qui constitue la trame de fond du roman Chérie écrit l'année suivante), 80 p.

### Romans psychologiques
- Chérie, 1982, 360 p.  (ISBN 2-89196-004-1)
- Nathalie (vie et suicide d'une ado de 14 ans), 1982, 300 p.  (ISBN 2-89196-007-6)
- La bohémienne, 542 p.  (ISBN 978-2-9811285-1-5)

### Romans d'amour
- L'été d'Hélène  (ISBN 2-9801837-1-7)
- Les enfants oubliés (rapt d'une fillette à Montréal, à la fin du XIXe siècle… ; publié sous pseudonyme : Nicole Allison), 240 p.  (ISBN 2-922512-12-6)
- Aimer à loisir (thriller psychologique : une jeune femme de la campagne, indépendante, seule à la ville…), 240 p.   (ISBN 2-922512-11-8)

### Romans de mœurs
- Demain tu verras (tome 1), (paru en 1978, éditions Québec-Amérique ; premier roman de l'auteur), 420 p.  (ISBN 0-88552-044-0)
- Couples interdits, 1989, 600 p.  (ISBN 2-89196-021-1)
- Les griffes du loup, 510 p.  (ISBN 2-922512-09-6)
- Extase, 480 p.  (ISBN 2-922512-09-6)

### Romans engagés
- Entre l'amour et la guerre, 520 p.  (ISBN 2-9803287-9-0)
- Demain tu verras (tome 2), 400 p.  (ISBN 2-89196-012-2)

### Nouvelles
- Madame Scorpion, 160 p.
- Madame Sagittaire, 160 p.
- Madame Capricorne, 160 p.

### Romans jeunesse
- Poly (l'année scolaire d'adolescents dans une polyvalente, au début des années 1980…), 440 p.  (ISBN 2-89196-014-9)
- Noyade, 360 p.  (ISBN 2-922512-00-2)

### Romans fantaisie
- L'Enfant do (à la Noël, un routier séparé des siens se souvient, rêve, imagine…), 1983, 270 p.  (ISBN 2-89196-011-4)
- Papi (un grand-père devenu veuf est soumis à l'aide ou la pression des siens pour qu'il reprenne sa vie amoureuse…), 360 p.  (ISBN 2-922512-19-3)
- Jouvence (ou La femme qui ne vieillit pas), 516 p.  (ISBN 2-922512-21-5)

### Essais ou récits
- Aux armes, citoyen ! (quelques réflexions de l'auteur sur la vie et la société à un moment précis, soit en 1992), 240 p.  (ISBN 2-9801837-8-4)
- Hôpital: danger ! (l'auteur entre à l'hôpital pour un mal de dos : on provoque un infarctus…), 300 p.  (ISBN 2-9803287-5-8)
- La machine à pauvreté (pamphlet), 200 p.  (ISBN 2-922512-18-5)

### Romans d'aventure (sur fond historique, car au Québec en 1759, c'est la guerre de conquête)
- Au premier coup de canon 1  ( Jeanne ), 528 p.  (ISBN 2-922512-27-4)
- Au premier coup de canon 2  ( Catherine), 528 p.  (ISBN 2-922512-28-2)
- Au premier coup de canon 3  ( Sarah ), 528 p.  (ISBN 2-922512-29-0)

## Honneurs
- Ordre du mérite de Saint-Honoré (Beauce) lui fut décerné par le Conseil municipal de ce village où il est né ;
- La bibliothèque municipale de Saint-Honoré (Beauce) avait été renommée « André-Mathieu », par ce Conseil municipal[6].
- La Ville de Lac-Mégantic, où résidait André Mathieu depuis 17 ans, l'avait également honoré[3].